# Shuinan, Guangdong
Shuinan (kinesiska: 水南) är en köping i sydöstra Kina. Den ligger i stadsdistriktet Gaoyao i staden Zhaoqing i provinsen Guangdong, omkring 94 kilometer väster om provinshuvudstaden Guangzhou. Antalet invånare är 11 598. Befolkningen består av 5 700 kvinnor och 5 898 män. Barn under 15 år utgör 17,0 %, vuxna 15-64 år 71 %, och äldre över 65 år 10,0 %.